# Cantone di Cunlhat
Il Cantone di Cunlhat era una divisione amministrativa francese dell'arrondissement di Ambert.
È stato soppresso a seguito della riforma complessiva dei cantoni del 2014, che è entrata in vigore con le elezioni dipartimentali del 2015.
Comprendeva i comuni di
- Auzelles
- Brousse
- La Chapelle-Agnon
- Cunlhat